# Lucky (песня Бритни Спирс)
«Lucky» (с англ. — «Счастливица») ― второй сингл американской певицы Бритни Спирс из её второго студийного альбома Oops!… I Did It Again, выпущенный 8 августа 2000 года на лейбле Jive Records.
Авторами песни выступили Макс Мартин и Рами. Песня об актрисе, которая несмотря на счастливый шанс своей жизни — известность, богатство и красоту, одинока по душевным причинам. («У меня в жизни есть всё, но почему я плачу по ночам?»), — говорится в припеве песни.

## Музыкальное видео
Продюсер клипа — Дейв Мейер родом из Орландо, Флорида.
Бритни предстает в трех образах: рассказчица (появляется в начале и в конце клипа), известная актриса по имени Лаки (буквально: Счастливая, Удачливая) и ее ангел-хранитель, которая постоянно наблюдает за ней. Лаки требовательна и живет в спешке. Она получает премию Оскар, репортёры радостно комментируют происходящее. Это единственный клип певицы, в котором репортеры предстают в положительном образе. Когда Лаки направляется по ковровой дорожке к своему лимузину, поклонники приветствуют и радуются за неё, а ангел-хранитель пытается подарить ей счастье, осыпая её искрящимися звёздами. Лаки на мгновенье замечает своего ангела в толпе поклонников. Но несмотря на всеобщее признание, в конце клипа Лаки плачет от одиночества.

## Сингл
Стандартные 3 сингла были впервые показаны в Нидерландах и включают 3 музыкальных трека, которые не были включены в оригинальный американский альбом Oops!… I Did It Again. Песня Lucky была включена в сборник 2004 года — Greatest Hits: My Prerogative.

## Список композиций
EU Сингл (Европейская версия)
1. Lucky (Album Version) 3:25
2. Heart 3:00
3. Lucky (Jack D. Elliot Radio Mix) 3:26

AUS CD1 (Австралийская версия)
1. Lucky (Album Version) 3:25
2. Heart 3:00
3. Lucky (Jack D. Elliot Radio Mix) 3:26
4. Oops!…I Did It Again (Jack D. Elliot Club Mix) 6:24

AUS CD2 (Австралийская версия)
1. Lucky (Album Version) 3:25
2. Oops!…I Did It Again (Rodney Jerkins Remix) 3:07
3. Oops!…I Did It Again (Ospina’s Crossover Mix) 3:15
4. Lucky (Jason Nevins Mixshow Edit) 5:51
5. Lucky (Riprock and Alex G. Radio Edit) 3:58
6. Oops!…I Did It Again (Enhanced Music Video) 4:11

## Позиции в чартах
Несмотря на лидерство трека «Oops!… I Did It Again», мелодия Lucky была также успешна в чартах. Песня достигла максимума под номером # 23 на Billboard Hot 100, благодаря её лучшим двадцати размещениям на Billboard Hot 100 Airplay. Однако, несколько предыдущих синглов певицы были наиболее значимым в её музыкальной карьере. Сингл «Lucky» не был выставлен на продажи регулярного CD сингла, чтобы помочь мелодии в чартах. Песня сумела провести короткие одиннадцать недель на Hot 100, только с шести в пределах лучших сорока треков.
Сингл Lucky был умеренно успешным в Тор 40 Radio, делая лучшие двадцать из Лучших 40 треков и Best Rhythmic 40, так же как и лучших десяти на Top 40 Mainstream.
Сингл также сделал лучшие десять размещений во многих европейских странах, в таких странах, как Австралия. В продажах сингл имел провал в других странах, включая Канаду и Бразилию, где идею Бритни о получении Оскара полностью раскритиковали на телешоу.
Сингл Lucky продал в общей сложности 203 000 копий в Великобритании, заработав серебро на BPI award.
| Год       | Запись  | Чарт               | Высшая позиция |
| --------- | ------- | ------------------ | -------------- |
| 1999/2000 | «Lucky» | Германия           | #1             |
| 1999/2000 | «Lucky» | United World Chart | #2             |
| 1999/2000 | «Lucky» | Австралия          | #3             |
| 1999/2000 | «Lucky» | Великобритания     | #5             |
| 1999/2000 | «Lucky» | Италия             | #8             |
| 1999/2000 | «Lucky» | США                | #23            |
| 1999/2000 | «Lucky» | Канада             | #50            |

### Траекториичартов
(англ.)
| Позиция | 61 | 41 | 28 | 26 | 23 | 29 | 30 | 40 | 66 | 86 | 100 |

| Позиция | 20 | 6 | 5 | 3 | 6 | 6 | 9 | 13 | 19 | 25 | 37 | 48 | 46 | 50 |

| Позиция | 5 | 6 | 7 | 14 | 22 | 27 | 35 | 39 | 52 | 66 | 75 |

| Позиция | 19 | 5 | 3 | 2 | 2 | 2 | 2 | 2 | 2 | 3 | 5 | 8 | 11 | 12 | 19 | 28 | 35 |

## Сертификации
| Регион | Сертификация | Продажи  |
| --- | ------------ | -------- |
| Австралия (ARIA) | Платиновый   | 70 000^  |
| Австрия (IFPI Austria)                                                                                                   | Золотой      | 25 000*  |
| Бельгия (BEA) | Золотой      | 25 000*  |
| Франция (SNEP) | Серебряный   | 125 000* |
| Германия (BVMI) | Золотой      | 250 000^ |
| Новая Зеландия (RMNZ) | Платиновый   | 10 000*  |
| Швеция (GLF) | Платиновый   | 30 000^  |
| Великобритания (BPI) | Серебряный   | 200 000^ |
| * Данные о продажах приведены только на основе сертификации. ^ Данные о тиражах приведены только на основе сертификации. |              |          |